# Lasioglossum submoratum
Lasioglossum submoratum är en biart som först beskrevs av Cockerell 1930.  Lasioglossum submoratum ingår i släktet smalbin, och familjen vägbin. Inga underarter finns listade i Catalogue of Life.